# Соколов, Владимир Викторович
Владимир Викторович Соколов (род. 2 августа 1985 года) — российский пловец в ластах, заслуженный мастер спорта России.

## Карьера
Занимается подводным плаванием с 8 лет. Тренер — И. А. Толстопятов.
Чемпион Мира и рекордсмен в эстафетном плавании, бронзовый призёр Чемпионата Мира, бронзовый призёр Кубка Мира в абсолютном зачете, четырёхкратный чемпион России.
В 2013 году был удостоен почётного звания — заслуженный мастер спорта России.
Также занимается плаванием, где является кандидатом в мастера спорта.
Аспирант Института информатики и телекоммуникаций СибГАУ.
Работает тренером в фитнес-клубе «Экселлент».
Тренер Красноярской школы легкого плавания I LOVE SWIMMING.